# Novo Gyuinuk
Novo Gyuinuk (ryska: Ашагы Гейнюк) är en ort i Azerbajdzjan.   Den ligger i distriktet Şəki Rayonu, i den centrala delen av landet, 260 km väster om huvudstaden Baku. Novo Gyuinuk ligger 413 meter över havet och antalet invånare är 2 599.
Terrängen runt Novo Gyuinuk är kuperad åt nordost, men åt sydväst är den platt. Närmaste större samhälle är Sheki, 16,1 km sydost om Novo Gyuinuk. 
Trakten runt Novo Gyuinuk består till största delen av jordbruksmark. Runt Novo Gyuinuk är det ganska glesbefolkat, med 38 invånare per kvadratkilometer.